# Альп-д’Юэз
Альп-д’Юэз (фр. L'Alpe d'Huez) — самый большой горнолыжный курорт во Французских Альпах.
Он находится на высоте от 1860 дo 3330 м над уровнем моря на территории коммуны Юэз департамента Изер в 60 км от Гренобля.

## История
Горнолыжный курорт развивается с 1936 года.

## Климат
Станция располагается в южной части горного массива Ле Гранд Русс и имеет особый микроклимат. Альп д’Юэз и его зона катания пользуются максимальным солнечным освещением: около 300 солнечных дней в году. За что этот горнолыжный курорт часто называют Солнечный остров.

## Характеристики
В зимнее время Альп-д’Юэз является одним из самых посещаемых горнолыжных курортов Европы. Это один из 20 курортов мира, где подъёмники обслуживают перепад высот по вертикали свыше 2 000 метров. Площадь трасс курорта составляет около 30 тыс. га, одна из трасс («Саренна»), начинающаяся на вершине Пик-Блана имеет длину 16 км, являясь самой длинной в Европе. Часть трассы проходит через туннель, а три раза в неделю на ней можно кататься ночью при искусственном освещении.
Общая длина трасс составляет около 240 км. Из них зелёных (лёгких) — 38, синих (средних) — 31, красных (сложных) — 33, чёрных (для экспертов) — 16. Зона катания оснащена 85 механическими подъёмниками. На территории в 216 га (72 км трасс = 32 % зоны катания) обеспечение снежного покрова осуществляется снежными пушками (860 пушек). Оборудованы два сноупарка (один для начинающих, другой для опытных любителей зимнего спорта) и один освещённый участок для ночного катания на лыжах и санях (открыт для туристов два раза в неделю). Для новичков отведены две специальных зоны с повышенной безопасностью. Для профессионалов открыты две трассы, сертифицированные Международной Федерацией Лыжного Спорта и позволяющие проводить соревнования самого высшего уровня.
В Альп д’Юэз возможность заниматься зимним спортом имеют и лыжники-инвалиды. На станции для них облегчён доступ на подъёмники, работают специальные аккомпаниаторы и даётся в прокат адаптированный лыжный инвентарь.
С высоты 3 330 м Пика Блана открывается великолепная панорама на национальный парк Экрен и известнейшие альпийские вершины. Этот завораживающий горный спектакль получил 3 звёздочки гида Мишлен.
Традиции местных жителей альпийских деревень проявляются в быту, гастрономических предпочтениях и обычаях выпаса домашнего скота. Ежегодно на 10 тыс. га летних пастбищ, которые зимой превращаются в горнолыжные трассы, пасутся 370 коров и 2000 баранов. Это позволяет поддерживать хорошие условия для зимнего катания: животные съедают траву, по которой может скользить первый снег, тем самым предотвращая сход лавин после первых снегопадов.
Во время Олимпийских игр 1968 года в Гренобле в Альп-д’Юэз были проведены соревнования по бобслею на трассе длиной 1500 м и перепадом высот 140 м.
Летом Альп-д’Юэз популярен среди любителей горного велосипеда, проводится марафон по маунтинбайку Мегаваланш. Также курорт часто становится точкой на маршруте престижнейшей многодневной велогонки «Тур де Франс». Впервые трасса этапа пролегла через Альп-д’Юэз в 1952 году, но регулярно, хотя и не каждый год, маршрут стал проходить через курорт с 1976 года. В 1979 году здесь было проведено два этапа.

## Культура
Альп-д’Юэз — место проведения международного фестиваля комедийных фильмов (фр. Festival international du film de comédie de l'Alpe d'Huez). Первый фестиваль состоялся в 1997 году, и с тех пор он проходит ежегодно (за исключением 2002 года, когда мэрия Альп-д’Юэз отменила мероприятие из-за высоких затрат). Традиционное время проведения фестиваля — третья неделя января.

## Как добраться
Из аэропорта Женевы — 220 км, из аэропорта Лиона — 150 км, из аэропорта Гренобля — 63 км. Ближайшая железнодорожная станция — Гренобль (63 км).

## Галерея

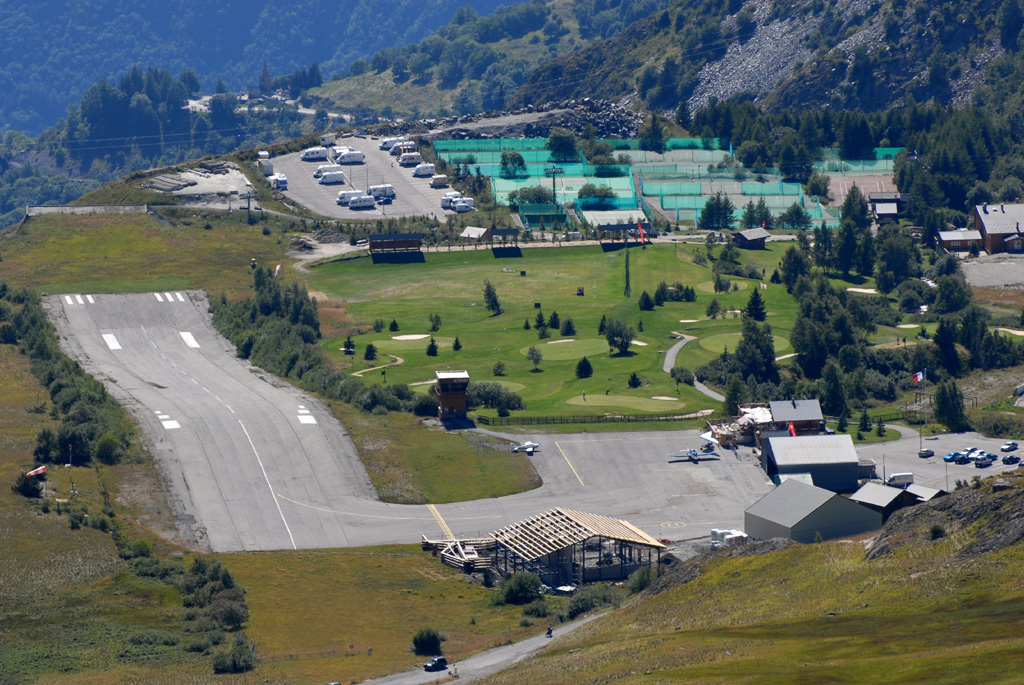
Аэропорт Henri Giraud
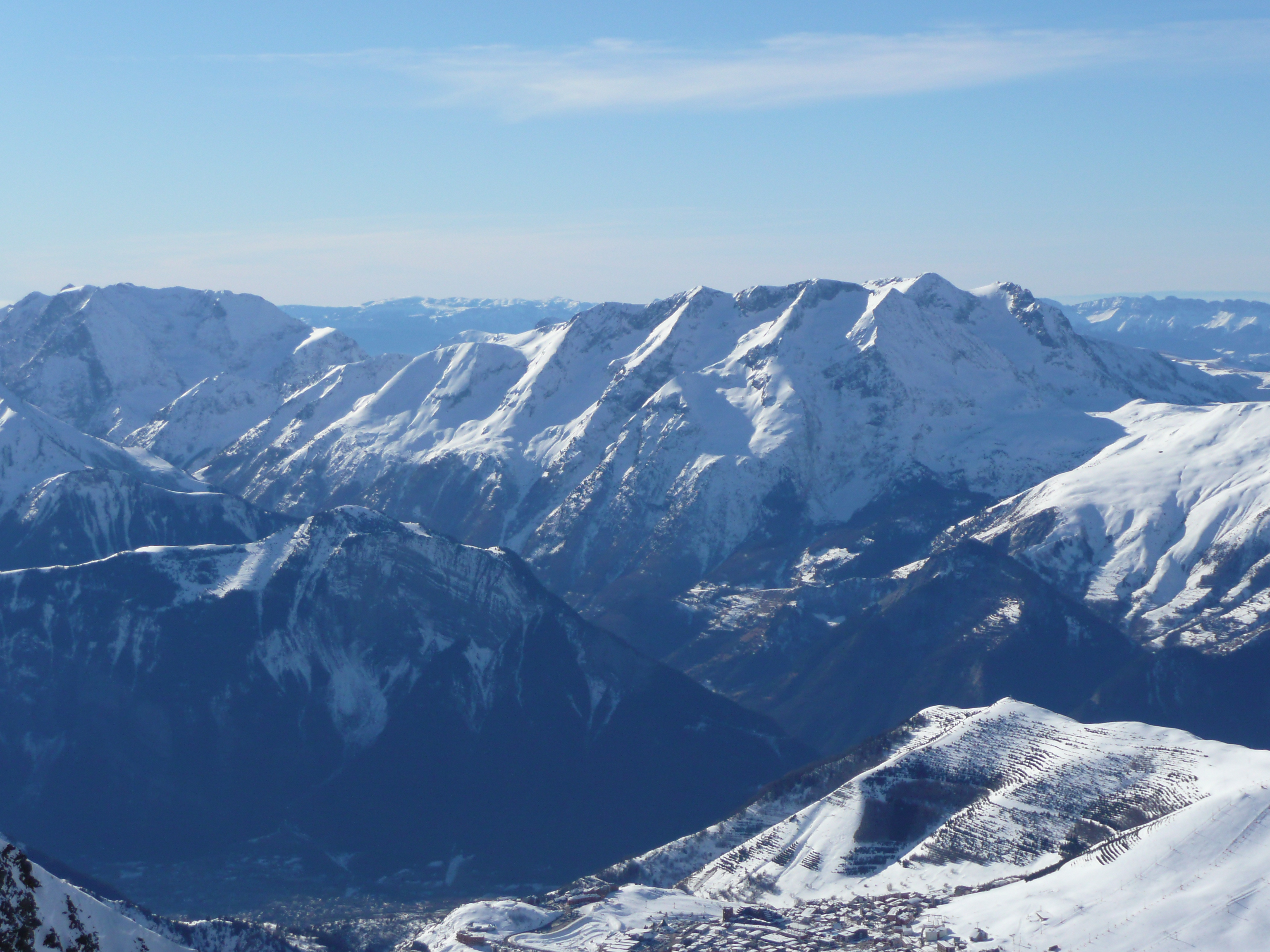
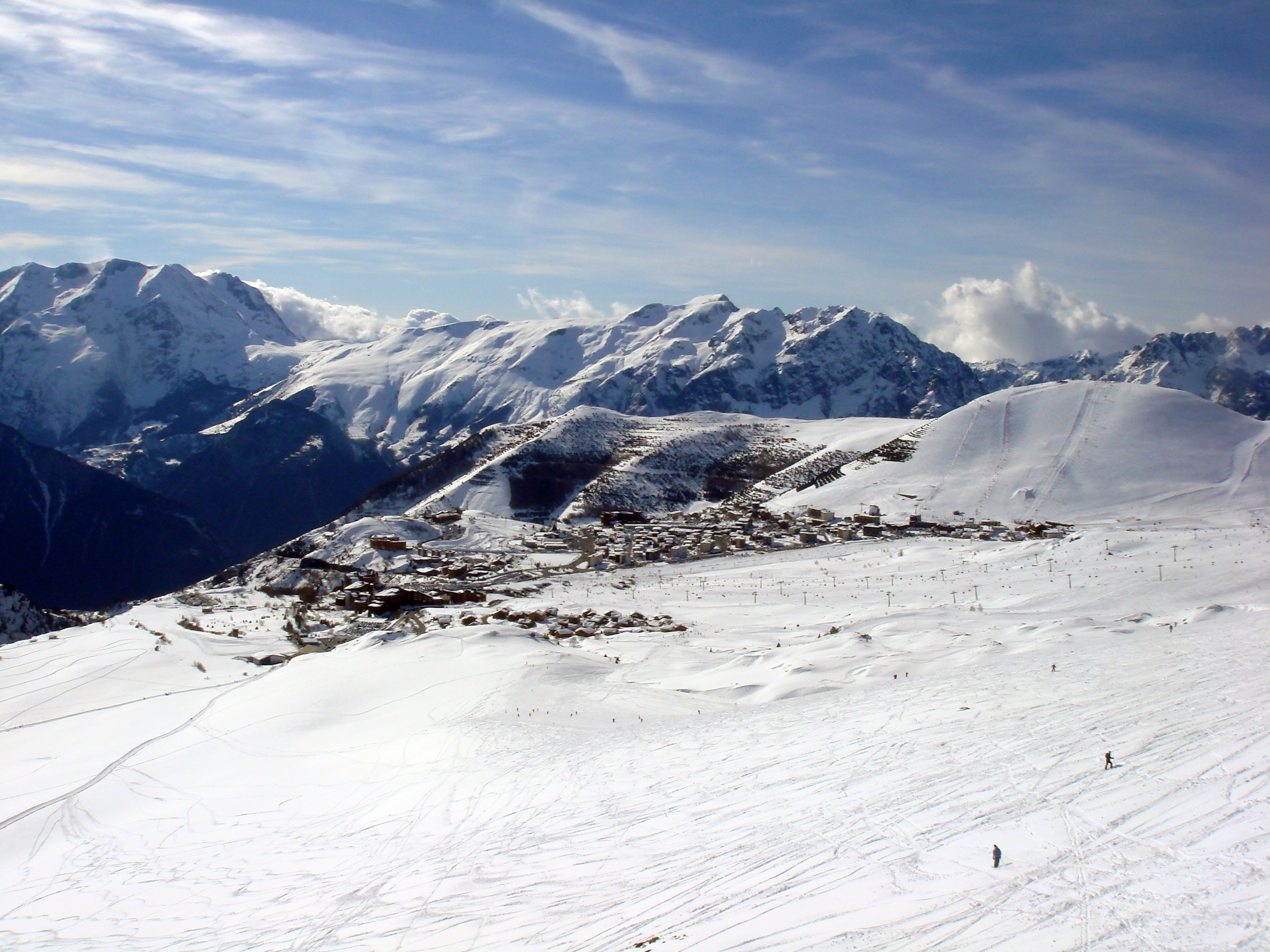
Общий вид зимой
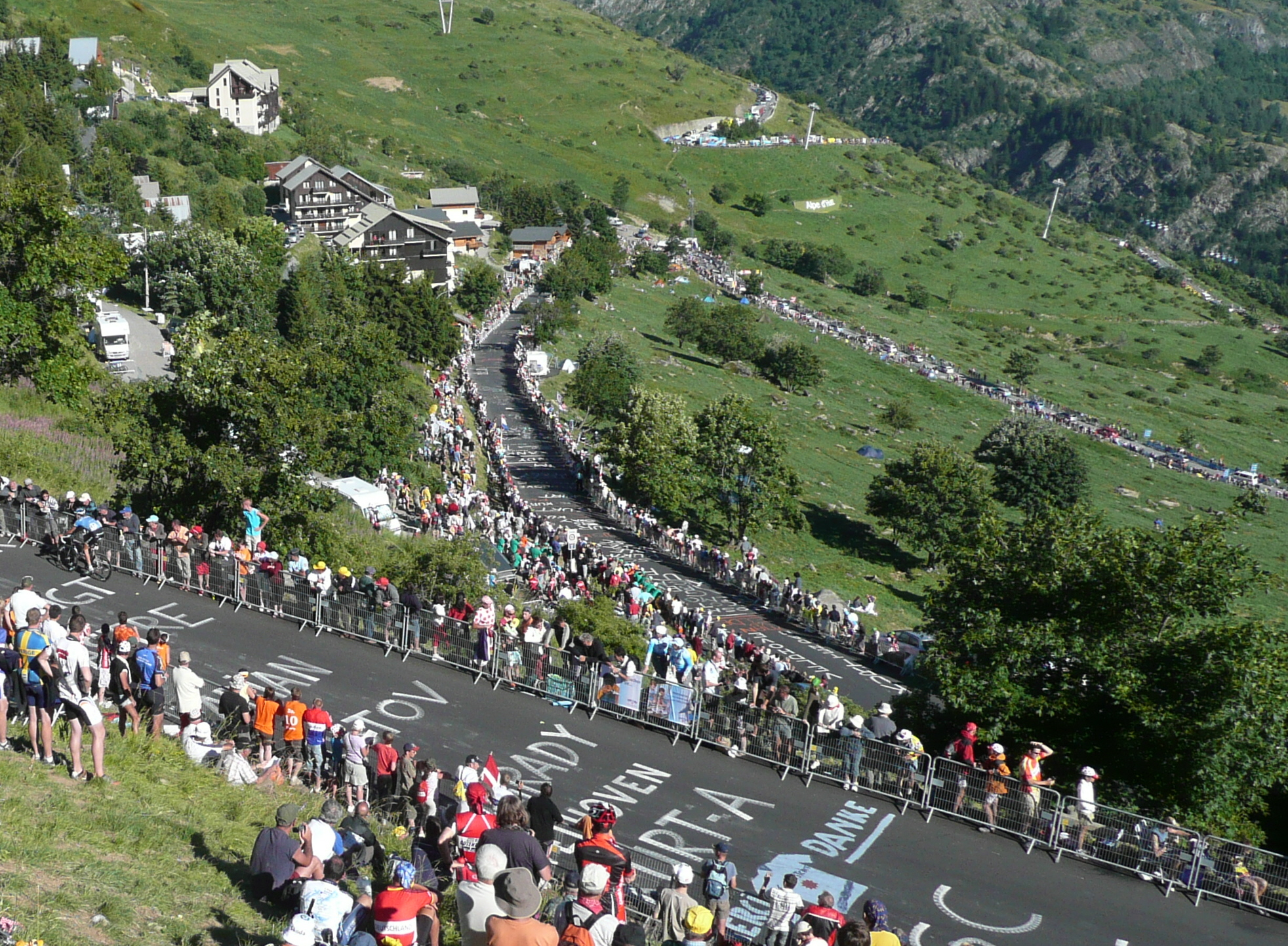
Тур де Франс (2008)
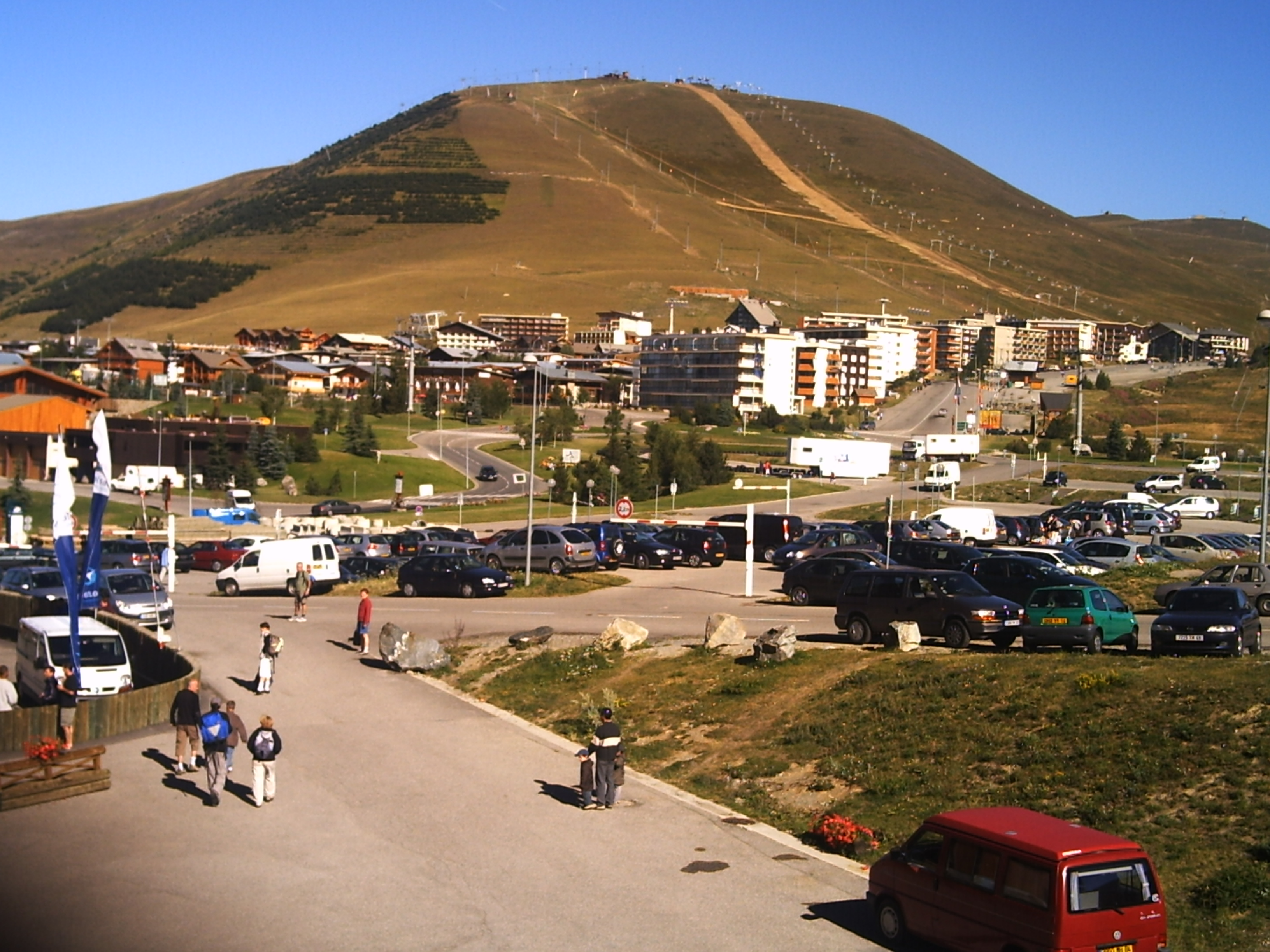
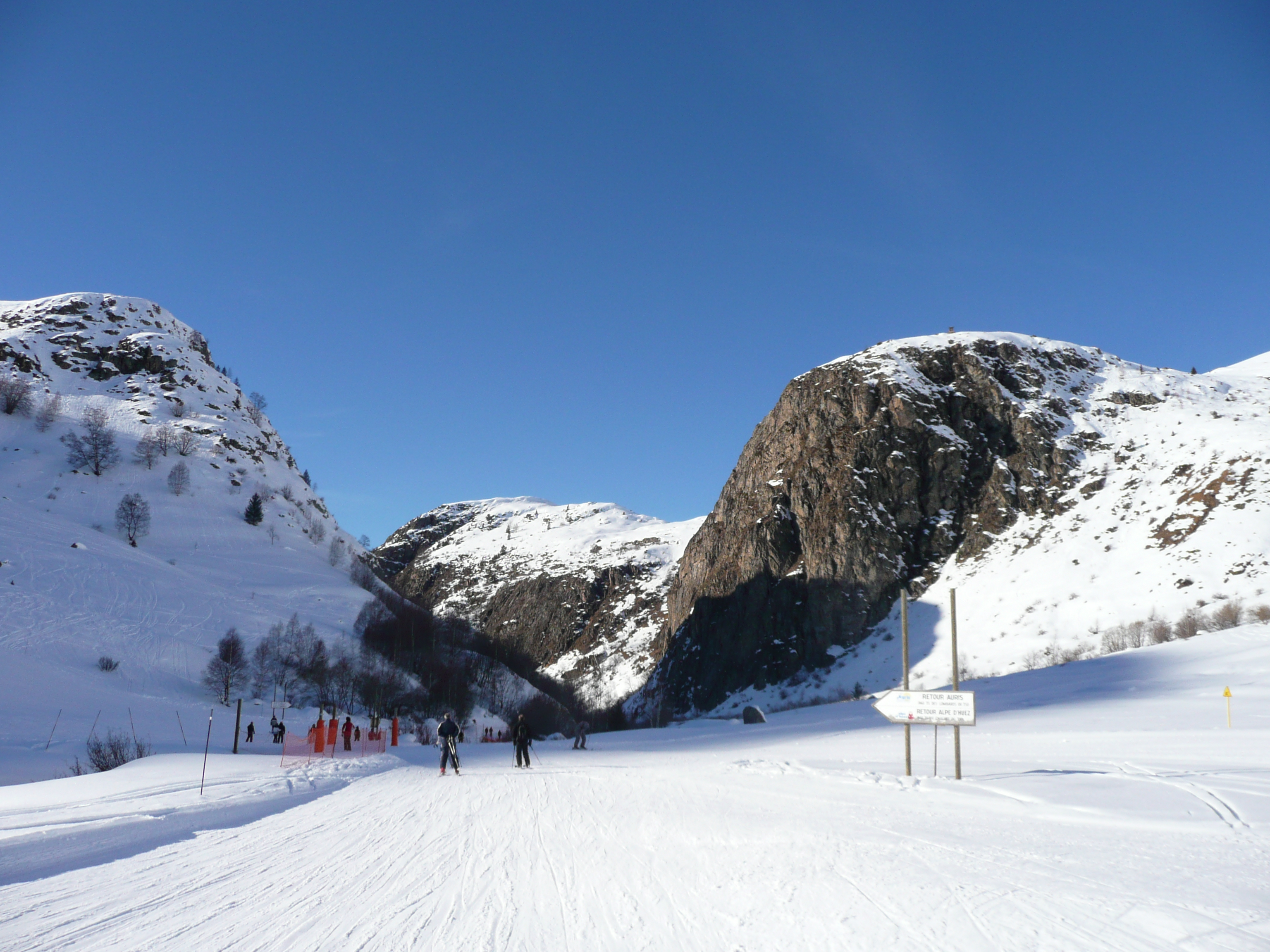
Трасса «Саренна» в Альп-д’Юэз